# Stornarella
Stornarella (Sturnarèllə in dialetto stornarellese) è un comune italiano di 5 375 abitanti della provincia di Foggia in Puglia. Sorge nella piana del Tavoliere.

## Storia
Sin dall'antichità l'area di Stornarella, come tutto il Tavoliere, fu interessata dal fenomeno della transumanza delle pecore: i pastori di inverno percorrevano i tratturi sino alla pianura per tornare poi nei mesi caldi nelle aree appenniniche degli Abruzzi e del Sannio.
Un casale posto in corrispondenza di Stornarella è attestato nel Cinquecento. All'inizio del XVII secolo, il toponimo Residentia Asturnariensis indicava la residenza che la Compagnia di Gesù aveva costituito presso Orta, deputata alla coltivazione del circostante latifondo. Nel 1774, pochi anni dopo la cacciata dei gesuiti dal Regno di Napoli, i loro possedimenti nel Tavoliere, nel frattempo incamerati dalla Corona, furono oggetto di un esperimento di colonizzazione agricola. Allo scopo di accrescere la produttività agricola dell'area, il sovrano Ferdinando IV promosse il trasferimento di 410 famiglie di coloni provenienti dalla Capitanata, dalla Terra di Bari e dal Principato Ultra, che costituirono i borghi di Ordona, Orta, Stornara e Stornarella, cui si aggiunse quello di Carapelle. A Stornarella furono dirette 73 famiglie: a ciascuna furono assegnati una casa, un piccolo pascolo, una coppia di buoi, e dieci versure di terra, in cambio di un affitto di 18 ducati.
I cosiddetti Cinque reali siti ebbero tuttavia un avvio stentato e trovarono rilancio solo in epoca napoleonica: durante il breve regno di Giuseppe Bonaparte fu promossa la trasformazione in università, ossiain comuni autonomi, dei cinque reali siti: la costituzione del comune di Stornarella risale al 1 maggio 1808.

### Simboli
Lo stemma comunale è stato concesso assieme al gonfalone con decreto del presidente della Repubblica del 26 giugno 2008.
Il gonfalone è un drappo di bianco con la bordatura di azzurro.

## Monumenti e luoghi di interesse
La chiesa parrocchiale di Maria SS. della Stella è l'ampliamento della cappella seicentesca realizzata dai gesuiti. Tra il 1826 e il 1836 all'edificio originario furono aggiunte le due navate laterali e la cupola. L'abside ospita una tela di Antonio Marotta datata 1614, che raffigura una Madonna col Bambino, riproduzione della Salus populi romani, ossia dell'icona situata nella Cappella Paolina della basilica di Santa Maria Maggiore a Roma. Nella tela stornarellese, ai piedi della Vergine sono raffigurati Ignazio di Loyola, Francesco Saverio e altri gesuiti.
Simbolo della città è la torre con orologio, posta nella centrale piazza Umberto I, che ospita la biblioteca comunale.

## Società

### Evoluzione demografica
Abitanti censiti

### Etnie e minoranze straniere
Al 1º gennaio 2020 gli stranieri residenti a Stornarella erano 781, pari al 15,2% della popolazione complessiva.

## Economia
L'economia locale è prevalentemente agricola, incentrata sulla cerealicoltura.

## Amministrazione
| Periodo        | Periodo        | Primo cittadino    | Partito                               | Carica  | Note   |
| -------------- | -------------- | ------------------ | ------------------------------------- | ------- | ------ |
| 10 giugno 1985 | 26 maggio 1990 | Edmondo Baccari    | Democrazia Cristiana                  | Sindaco | [ 10 ] |
| 26 maggio 1990 | 24 aprile 1995 | Luigi De Finis     | Democrazia Cristiana                  | Sindaco | [ 10 ] |
| 24 aprile 1995 | 14 giugno 1999 | Domenico Pistillo  | lista civica                          | Sindaco | [ 10 ] |
| 14 giugno 1999 | 14 giugno 2004 | Antonio De Angelis | centro                                | Sindaco | [ 10 ] |
| 14 giugno 2004 | 8 giugno 2009  | Vito Monaco        | lista civica                          | Sindaco | [ 10 ] |
| 8 giugno 2009  | 26 maggio 2014 | Vito Monaco        | lista civica                          | Sindaco | [ 10 ] |
| 26 maggio 2014 | 26 maggio 2019 | Massimo Colia      | lista civica Stornarella in movimento | Sindaco | [ 10 ] |
| 26 maggio 2019 | 9 giugno 2024  | Massimo Colia      | lista civica Progetto comune          | Sindaco | [ 10 ] |
| 9 giugno 2024  | in carica      | Massimo Colia      | lista civica Continuità e futuro      | Sindaco | [ 10 ] |